# وامپورو
وامپورو (به اسپانیایی: Wampuru) یک کوه در پرو است که در Peru, Lima Region واقع شده‌است. وامپورو ۵٬۰۰۰ متر بالاتر از سطح دریا واقع شده‌است.